# Goutrens
 Goutrens  (en occitano Gotrens) es una población y comuna francesa, situada en la región de Mediodía-Pirineos, departamento de Aveyron, en el distrito de Rodez y cantón de Rignac.

## Demografía
| 654 | 623 | 531 | 473 | 441 | 411 |
| Para los censos de 1962 a 1999 la población legal corresponde a la población sin duplicidades (Fuente: INSEE [Consultar]) |     |     |     |     |     |